# Aerostar (videogioco)
Aerostar (エアロスター?) è un videogioco sparatutto a scorrimento del 1991 sviluppato e pubblicato da Vic Tokai per Game Boy. La copertina è stata illustrata da Lawrence Fletcher.

## Trama
Dopo la fine della sesta guerra mondiale, la Terra fu resa inospitale e inabitabile dall'umanità. Il Consiglio Intergalattico decreta che la vita sulla Terra è nuovamente possibile e vi manda delle persone per ripristinare la civiltà precedente. Nel frattempo, dei mutanti hanno prosperato sulla Terra desolata e ora si rifiutano di riconsegnarla al genere umano. Il Consiglio Intergalattico allora manda un combattente solitario, chiamato Aerostar, per salvare la Terra da una seconda distruzione totale.

## Modalità di gioco
Il gioco è uno sparatutto a scorrimento verticale continuo con visuale dall'alto. Il giocatore controlla un aeroplano futuristico che però si muove principalmente come un veicolo di terra, viaggiando solamente sopra certe strade, spesso strette e tortuose. Ciò gli conferisce in parte le caratteristiche di uno sparatutto su rotaia. Tuttavia il velivolo può fare occasionalmente dei brevi voli, consumando una barra dell'energia per il "salto" che si ricarica da sola col tempo. In tal modo può decollare e atterrare da una strada all'altra, al costo di non poter utilizzare le proprie armi da fuoco durante il volo.
Ci sono vari potenziamenti, tra cui missili e laser. Il giocatore deve affrontare enormi boss in ogni livello. Ci sono tre livelli di difficoltà: facile, normale e difficile. Le ambientazioni del gioco includono: strade costiere, livelli futuristici con spuntoni che uccidono in un colpo, giungle e lo spazio aperto.

## Accoglienza
La rivista Computer+Videogiochi assegnò al gioco un voto di 90% segnalandone la somiglianza con Led Storm. Nella sua recensione il sito AllGame diede al gioco una valutazione di 2,5 su 5. Game Republic nel 2012 lo ricorda come un classico e uno dei pochi titoli di questo genere per Game Boy.